# Cerebratulus queenslandicus
Cerebratulus queenslandicus är en djurart som tillhör fylumet slemmaskar, och som beskrevs av Punnett 1900. Cerebratulus queenslandicus ingår i släktet fläsknemertiner, och familjen Cerebratulidae. Inga underarter finns listade i Catalogue of Life.